# Renato Santini
Renato Santini (Viareggio, 1912 – Viareggio, 8 febbraio 1995) è stato un pittore italiano.

## Biografia
Nato in una famiglia operaia, dimostra precocemente attitudine al disegno.
A undici anni incomincia a lavorare come imbianchino, pur continuando a dipingere.
Nel 1924 si avvicinò alla cartapesta in occasione della preparazione delle maschere per il Carnevale di Viareggio; proprio per il carnevale, a partire dal 1947 con "Il teatro della vita" e finendo nel 1956 con "Tempo di mambo", realizzò numerosi carri. Fra questi, fece in qualche modo storia il carro "Gita turistica" del 1955. Non tanto per il soggetto, quanto perché per la prima volta nella storia del Carnevale di Viareggio scompare dalla vista del pubblico il trattore che trainava i carri: trattore che narturalmente c'era, ma che era celato dentro la macchina dacapottabile di cartapesta che dominava la costruzione. 
Nel 1947 lavorò alle scenografie del film Le avventure di Pinocchio, per la regia di Giannetto Guardone, girato a Viareggio, con la collaborazione delle maestranze specializzate nell'allestimento dei carri del carnevale.
Nel 1926 conosce Lorenzo Viani e inizia a frequentarne lo studio diventando suo allievo. Incoraggiato dal maestro decide di inviare un suo dipinto alla Mostra Interregionale di Palazzo Strozzi, ma la tela venne in seguito acquistata dal Palazzo Pitti.
In questo periodo conosce diversi artisti che frequentano la Versilia (Moses Levy, Arturo Martini).
A partire dal 1943 espone per ben quattro volte alla Quadriennale di Roma (le altre nel 1955, 1959 e 1965), poi nel dopoguerra ci furono numerosissime mostre personali: Viareggio, Firenze, Milano, Livorno, Carrara, Roma, Arezzo, Spoleto, Ancona, Bari, Lodi, Prato, La Spezia, San Marino, Verona e Pisa.

Sempre in questi anni partecipa ad alcune rassegne nazionali vincendo alcuni premi.
Dal 1985 un suo autoritratto è esposto alla Galleria degli Uffizi di Firenze.
Muore l'8 febbraio 1995 a Viareggio dopo una breve malattia.
Dall'aprile 2009 una sezione della nuova Galleria di Arte Moderna e Contemporanea di Viareggio ospita diverse opere provenienti dalla donazione dell'autore e dalla donazione Pieraccini.